# Piestotomus
Piestotomus is een geslacht van wantsen uit de familie van de Miridae (Blindwantsen). Het geslacht werd voor het eerst wetenschappelijk beschreven door Ernst Evald Bergroth in 1922.

## Soorten
Het genus bevat de volgende soorten:

- Piestotomus brasiliensis (Knight & Carvalho, 1943)
- Piestotomus dahlbomi (Stal, 1860)